# 1986년
1986년은 수요일로 시작하는 평년이다.

## 사건
- 1월 28일 - 미국에서 챌린저 우주왕복선 폭발 사고가 발생하다.
- 2월 9일 - 핼리혜성이 근일점에 도착하다.
- 2월 11일 - 아관파천 90주년.
- 4월 11일 - 미국 마이애미에서 최악의 FBI 총격전이 발생해 요원 2명이 사망하고 5명이 부상하다.
- 4월 15일 - 미국, 리비아를 공습하다.
- 4월 17일 - 네덜란드와 실리 제도가 평화 협정을 맺고 335년 전쟁을 끝내다.
- 4월 26일 - 소비에트 연방의 체르노빌 원자력 발전소 4호기가 실험 중 사고로 폭발하다.
- 5월 3일 - 5.3 인천 사태가 발생하다.
- 5월 10일 - 대한민국의 교사 546명이 교육 민주화 선언을 발표하다.
- 7월 3일 - 부천경찰서 성고문 사건이 발생하다.
- 8월 4일 - 독립기념관 겨레의집에서 화재가 발생하여 지붕이 크게 손상되었고 이로 인해 개관이 연기되었다.
- 8월 13일 - 대한민국에서 전국교직원노동조합 전신인 전국교사협의회 준비위원회를 발족했다.
- 8월 16일 - 신민당서 탈당한 신보수계 인사들이 유한열 의원을 총재로 하는 민중민주당을 창당하다.
- 8월 27일 - 대한민국에 태풍 베라가 상륙하다.
- 9월 1일 - 대한민국, 외국산 담배 시판 시작.
- 9월 5일 - 소비에트 연방 발트해 연안에서 핵 폭발이 발생하다.
- 9월 7일 - 대한민국의 전국 승려 2천여 명, 해인사에서 불교 악법 철폐 대회를 개최한 뒤에 대규모 시위를 벌였다.
- 9월 9일 - 일본의 후지오 마사유키 문부대신, “한일 병합 조약은 양국의 합의에 이루어진 것으로, 일본 뿐 아니라 한국에도 책임이 있다”라고 발언한 것이 문제가 되어 장관직에서 파면되었다.
- 9월 14일 - 1986년 아시안 게임의 개막을 앞두고 김포국제공항 국제선 청사에서 폭발물 테러가 발생해 5명이 사망하고 33명이 다쳤다.
- 9월 15일 - 대한민국의 화성 연쇄 살인 사건의 첫 번째 사건이 발생하다.
- 9월 16일 - 대한민국 정부, 제6차 경제사회발전 5개년 계획 발표.
- 9월 27일 - 전국교직원노동조합(전교조)의 모태가 된 전국교사협의회(전교협)가 발족했다.
- 10월 21일 - 마셜 제도가 미국에서 독립하다.
- 10월 22일 - 대한민국 대구에서 삼성 라이온즈 팬들이 해태 타이거즈(현 기아 타이거즈) 선수단을 태운 버스에 방화를 저지른 사건이 일어나다.
- 10월 28일 - 10·28 건대항쟁이 발생하였다.
- 11월 26일 - 대한민국, 조선민주주의인민공화국의 금강산 댐 건설에 대응할 ‘평화의 댐’ 건설 발표하다.
- 12월 - 베트남, 제6차 베트남 공산당 대회에서 도이모이 정책 채택을 결정하다.

## 문화
- 대한민국에서 1986년 아시안 게임을 계기로 폐막 이후 각국 선수단의 통신편의를 위해 공중전화카드를 발행, 공급하기 시작.
- 대한민국에서 교복 자율화가 폐지되고 교복을 다시 입게 되었다. 다만 교복을 학교장 재량으로 선택하여 이전과는 다르게 다양한 교복이 생기게 되었다.
- 미국 정부, 법률상 유연 휘발유의 사용을 금지.
- 일본 자레코에서 모모코 120% 비디오 게임 출시.

- 1월 1일
  - 시흥군 과천면 일원이 과천시로 승격됨.
  - MBC CI를 선포하였다.
- 1월 5일 - 가수 김완선 데뷔.
- 1월 24일 - SMB새마을방송 CI를 선포하였다.
- 2월 9일 - KBS 1TV의 채널에서 광고방송(상업광고방송) 15개를 방영했다.
- 3월 1일 - 초신성 플래시맨 방송 시작
- 3월 8일 - 대한민국 프로야구 빙그레 이글스 창단.
- 3월 21일 - 기아산업(기아자동차의 전신)에서 베스타 출시.(시판은 같은 달 22일)
- 4월 1일 - 금성사에서 오디오 테이프가 출시되다.
- 5월 - 영국과 프랑스를 잇는 채널 터널이 착공되다.
- 5월 27일 - 비디오 게임 역사상 최초로 개발된 컴퓨터 롤플레잉 게임 드래곤 퀘스트가 출시되다.
- 5월 31일 ~ 6월 29일 - 1986년 FIFA 월드컵이  멕시코에서 개최되었다.
- 6월 22일 - 제13회 멕시코 월드컵 8강전 아르헨티나와 잉글랜드와의 8강전 경기 도중 마라도나의 신의 손 사건이 발생함.
- 6월 29일 - 제13회 멕시코 월드컵 결승전에서 아르헨티나는 서독에 3대 2로 신승하면서 통산 2회째 우승을 차지함.
- 7월 1일 - KBS 1TV의 채널에서 광고방송(상업광고방송)을 오후 평일 블록광고(20:30 ~ 20:35)를 폐지하다.
- 7월 24일 - 현대자동차에서 그랜저 출시.
- 7월 26일 - 대우자동차에서 대우 르망 출시.
- 8월 21일 - 대한민국, 국립중앙박물관이 옛 중앙청을 개조해 이전하여 개관하였다.
- 8월 23일 - 대한민국, 창경궁 문정전이 복원되었다.
- 8월 25일 - 대한민국, 영광 원자력 1호기 준공.
- 9월 2일 - 수도권 전철 1호선 창동~의정부 개통.
- 9월 19일 ~ 10월 5일 -   대한민국 서울특별시에서 1986년 아시안 게임 개최되었다.
- 8월 25일 - 대한민국, 국립현대미술관을 과천시로 이전 개관하였다.
- 9월 11일 - 대한민국, 호남고속도로 4차선 확장공사 준공식.
- 10월 3일 - 부활의 앨범 Rock will Never Die 발매.
- 10월 5일 - FFG-46 USS 렌츠, DLG-24 USS 리비스, DD-972 USS 올렌도르프가 중국의 칭다오를 방문, 1949년 이래 처음으로 중국을 방문한 미국의 해군 군함으로 기록됨.
- 10월 6일 - 삼성전자, 초소형 4mm VTR 세계최초로 개발.
- 10월 25일 - KBO 리그 한국시리즈 5차전에서 해태 타이거즈가 삼성 라이온즈를 5대 2로 꺾고 시리즈 전적 4승 1패로 1983년 이후 3년만에 통산 2번째 우승을 달성하였다.
- 11월 1일 - 전라남도 광주시가 광주직할시로 전라남도에서 분리되었다.
- 11월 17일 - KBS 제2FM 가요광장 첫방송.
- 11월 20일 - 대한민국에서 1987학년도 학력고사 실시
- 12월 4일 - 현대자동차에서 그레이스, 포터, 마이티 출시.

## 탄생

### 1월
- 1월 1일
  - 대한민국의 가수 이성민.
  - 대한민국의 래퍼 지조.
- 1월 2일 - 아르헨티나의 축구 선수 니콜라스 베르톨로.
- 1월 3일
  - 대한민국의 성우 이보희.
  - 미국의 싱어송라이터 로이드.
  - 대한민국의 배우 이은채.
- 1월 4일
  - 인도의 영화 감독 코랄리 파르자.
  - 잉글랜드의 축구 선수 제임스 밀너.
- 1월 5일
  - 일본의 배우, 가수 코이케 텟페이.
  - 대한민국의 배우 이도영.
  - 대한민국의 희극인 이국주.
  - 대한민국의 배우 주민하.
  - 인도의 배우 디피카 파두콘.
- 1월 6일
  - 영국의 음악가 알렉스 터너 (악틱 몽키즈).
  - 러시아의 모델 이리나 셰이크.
  - 대한민국의 배우 김성규.
  - 대한민국의 배우 국기훈. (~2021년)
  - 네덜란드의 디스크자키, 음악 프로듀서 니키 로메로.
- 1월 7일
  - 대한민국의 성우 김채하.
  - 대한민국의 쇼트트랙 선수 김민지.
- 1월 8일
  - 스페인의 축구 선수 다비드 실바.
  - 대한민국의 배우 장재호.
  - 대한민국의 배우 차엽.
  - 대한민국의 가수 윤성현.
  - 대한민국의 장애인 탁구 선수 서수연.
  - 코스타리카의 축구 선수 다니엘 캄브로네로.
  - 스코틀랜드의 싱어송라이터, 음악 프로듀서 제이미 T.
- 1월 9일 - 대한민국의 레이싱 모델 박소유.
- 1월 10일 - 대한민국의 가수, 작곡가 아우라.
- 1월 11일 - 대한민국의 가수 애리. (오로라)
- 1월 12일
  - 대한민국의 전 야구 선수 김수화.
  - 네덜란드의 축구 선수 루스 회르츠.
  - 대한민국의 레이싱 모델 한지은.
  - 이탈리아의 전 축구 선수 파블로 다니엘 오스발도.
  - 잉글랜드의 배우 제마 아터턴.
- 1월 13일 - 캐나다의 피겨 스케이팅 선수 조아니 로셰트.
- 1월 14일 - 프랑스의 축구 선수 요안 카바예.
- 1월 15일 - 대한민국의 성악가 이효재.
- 1월 16일 - 일본의 축구 선수 니와 다이키.
- 1월 17일
  - 대한민국의 레이싱 모델 이다연.
  - 대한민국의 가수 태군.
  - 대한민국의 야구 선수 이도윤.
- 1월 18일
  - 대한민국의 아나운서 황인성.
  - 일본의 성우 시라이 유스케.
- 1월 19일
  - 일본의 성우 마키노 유이.
  - 이탈리아의 축구 선수 클라우디오 마르키시오.
- 1월 20일 - 대한민국의 축구 선수 강승조.
- 1월 21일
  - 대한민국의 전 축구 선수 박태민.
  - 스페인의 축구 선수 하비 로페스.
- 1월 22일 - 대한민국의 모델, 가수 이파니.
- 1월 23일
  - 대한민국의 가수, 배우 금윤아.
  - 대한민국의 전 희극인 김병욱.
  - 대한민국의 전 축구 선수 김선우.
- 1월 24일
  - 미국의 배우 리키 울먼.
  - 미국의 배우 미샤 바턴.
- 1월 25일
  - 일본의 전 축구 선수 다케이 다쿠야.
  - 대한민국의 모델 허경식. (~2016년)
- 1월 26일
  - 대한민국의 가수 김재중 (JYJ).
  - 대한민국의 성우 김디도.
  - 대한민국의 농구 선수 정재홍. (~2019년)
  - 대한민국의 필드하키 선수 박미현.
  - 대한민국의 배우 염승현.
- 1월 27일 - 대한민국의 성우 문유정.
- 1월 28일
  - 대한민국의 야구 선수 장진용.
  - 대한민국의 배구 선수 이용택. (~2011년)
  - 일본의 게임 개발자, 일러스트레이터 츠나코.
- 1월 29일
  - 대한민국의 배우 안세하.
  - 일본의 배우 야스다 소타로.
  - 미국의 배우 드루 타일러 벨.
- 1월 30일
  - 일본의 성우 시모다 아사미.
  - 아르헨티나의 축구 선수 루카스 비글리아.
  - 대한민국의 배우 김원준.
- 1월 31일 - 대한민국의 성우 김용.

### 2월
- 2월 1일 - 대한민국의 성우 정주원.
- 2월 2일
  - 대한민국의 뮤지컬 배우 임하람.
  - 미국의 농구 선수 라존 론도 (보스턴 셀틱스).
  - 대한민국의 성우 신범식.
- 2월 3일 - 일본의 희극인, 모델 야나기하라 카나코.
- 2월 4일
  - 대한민국의 가수 백충원.
  - 일본의 작곡가, 프로듀서 40mP.
- 2월 5일
  - 대한민국의 배우 민효린.
  - 대한민국의 피겨스케이팅 선수 김민우. (~2007년)
- 2월 6일
  - 대한민국의 가수 유노윤호. (동방신기).
  - 대한민국의 가수, 배우 청림. (~2023년)
  - 대한민국의 가수 DU.
  - 미국의 배우 데인 드한.
  - 대한민국의 배우 강진아.
- 2월 7일
  - 대한민국의 가수 김현.
  - 카자흐스탄의 유도 선수 막심 라코프.
  - 일본의 아이돌 우에무라 아야코.
- 2월 8일 - 대한민국의 작곡가 황규현.
- 2월 9일
  - 대한민국의 배우 최진혁.
  - 루마니아의 축구 선수 치프리안 터터루샤누.
  - 덴마크의 축구 선수 스티나 뤼케 페테르센.
- 2월 10일
  - 대한민국의 희극인 홍훤.
  - 콜롬비아의 축구 선수 라다멜 팔카오.
- 2월 11일
  - 대한민국의 희극인 허민.
  - 대한민국의 배우 강홍석.
- 2월 12일
  - 대한민국의 가수 조태관.
  - 대한민국의 보치아 선수 정호원.
  - 미국의 배우 밸로리 커리.
- 2월 13일
  - 대한민국의 성우 소정환.
  - 대한민국의 레이싱 모델 최슬기.
  - 영국 스코틀랜드의 복식 전문 테니스 선수 제이미 머리.
- 2월 14일
  - 대한민국의 레이싱 모델 출신 인터넷 방송인 임지혜. (~2023년)
  - 중국의 축구 선수 가오린.
  - 일본의 성우 요시무라 하루카.
  - 대한민국의 축구 선수 강민수.
- 2월 15일
  - 대한민국의 가수 한소민.
  - 불가리아의 축구 선수 발레리 보지노프.
  - 일본의 성우 코시미즈 아미.
- 2월 16일 - 우루콰이의 축구 선수 디에고 고딘.
- 2월 17일 - 대한민국의 가수 장우람.
- 2월 18일 - 일본의 배우 안도 사쿠라.
- 2월 19일
  - 대한민국의 배우 박공주.
  - 대한민국의 법조 및 정치인 신인규.
  - 중화민국의 배우 및 가수 궈차이제.
  - 브라질의 축구 선수 마르타 비에이라 다 시우바.
  - 노르웨이의 가수 마리아 메나.
  - 일본의 축구 선수 반다이 히로키.
  - 베트남의 축구 선수 부이떤쯔엉.
  - 스웨덴의 배우 비에른 구스타프손.
  - 잉글랜드의 배우 오필리아 로비본드.
- 2월 20일 - 대한민국의 대학교수 김슬아.
- 2월 21일 - 웨일스의 싱어송라이터, 배우, 사회자 샬럿 처치.
- 2월 22일
  - 대한민국의 배우 최다니엘.
  - 미국의 농구 선수 라존 론도.
  - 오스트레일리아의 배우 조시 헬먼.
  - 대한민국의 야구 선수 지훈.
- 2월 23일 - 일본의 가수, 배우 카메나시 카즈야. (KAT-TUN).
- 2월 24일
  - 대한민국의 싱어송라이터 비 스윗.
  - 대한민국의 배우 황찬호. (~2018년)
  - 대한민국의 전 축구 선수 이원재.
- 2월 25일
  - 대한민국의 야구 선수 전준우.
  - 대한민국의 배우 겸 극작가 한송희.
- 2월 26일
  - 대한민국의 배우 심희섭.
  - 대한민국의 야구 선수 채형직.
  - 대한민국의 축구 선수 차연희.
  - 일본의 가수 크리스털 케이.
  - 스페인의 축구 선수 나초 몬레알.
  - 오스트레일리아의 배우 테리사 파머.
  - 미국의 프리스타일 스키 선수 해나 커니.
  - 독일의 전 축구 선수 게오르크 니더마이어.
  - 앙골라의 미인 대회 우승자 레일라 로페스.
- 2월 27일 - 대한민국의 야구 선수 이지영.
- 2월 28일
  - 대한민국의 야구 선수 허승민. (삼성 라이온즈).
  - 대한민국의 가수 윤혁. (디셈버)
  - 대한민국의 배우 구재이.
  - 대한민국의 축구 선수 김영신.
  - 대한민국의 전직 기상 캐스터, 전직 쇼핑 호스트, 방송인 유승연.
  - 대한민국의 의원 오현식.
  - 일본의 성우 산페이 유우코.

### 3월
- 3월 1일
  - 대한민국의 아나운서 차유나.
  - 대한민국의 배우 문지인.
- 3월 2일
  - 미국의 배우 이선 펙.
  - 대한민국의 웹디자이너 박혜림.
- 3월 3일
  - 대한민국의 아나운서 엄주원.
  - 대한민국의 가수 퓨어 킴.
  - 미국의 가수 스테이시 오리코.
- 3월 4일
  - 대한민국의 배우 박민영.
  - 대한민국의 배우 정윤하.
- 3월 5일 - 대한민국의 가수 박솔.
- 3월 6일
  - 대한민국의 전 농구 선수 김보미.
  - 베네수엘라의 전직 야구 선수 프란시스코 세르벨리.
- 3월 7일 - 대한민국의 배우 송보은.
- 3월 8일 - 일본의 항족 다카마도노미야 쓰구코 여왕.
- 3월 9일
  - 대한민국의 가수 박군.
  - 미국의 배우 브리트니 스노.
  - 우즈베키스탄의 역도 선수 이반 예프레모프.
- 3월 10일
  - 일본의 만화가 산카쿠헤드.
  - 한국계 미국인 영화 감독 앤드류 안.
- 3월 11일
  - 일본의 가수 시노다 마리코.
  - 스위스의 스키 선수 다리오 콜로냐.
  - 대한민국의 정치인 이나영.
- 3월 12일 - 영국의 가수, 기타리스트 대니 존스.
- 3월 13일
  - 대한민국의 배우 오혜원.
  - 일본의 배우 다이토 슌스케.
- 3월 14일
  - 영국의 배우 제이미 벨.
  - 대한민국의 야구 선수 곽정철.
- 3월 15일
  - 대한민국의 배우 전승빈.
  - 대한민국의 야구 선수 김정수.
  - 대한민국의 배구 선수 임명옥.
  - 일본의 축구 선수 가미오노베 메구미.
- 3월 16일
  - 일본의 피겨 스케이팅 선수 다카하시 다이스케.
  - 대한민국의 아나운서 이지연.
  - 대한민국의 희극인 이서현.
  - 일본의 전 축구 선수 도키타 고헤이.
- 3월 17일 - 보스니아의 축구 선수 에딘 제코.
- 3월 18일
  - 러시아의 배구 선수 알렉산드르 부티코.
  - 스웨덴의 가수, 모델 뤼케 리.
- 3월 19일 - 대한민국의 저자와 작가 김광희. (~2016년)
- 3월 20일
  - 대한민국의 작곡가, 싱어송라이터 전진희.
  - 대한민국의 야구 선수 차화준.
- 3월 21일 - 대한민국의 손해사정사 박찬종.
- 3월 22일
  - 대한민국의 가수 나비.
  - 대한민국의 전 가수, 배우 보람.
  - 미국의 배우 맷 부시.
- 3월 23일 - 대한민국의 작곡가 헬렌 박.
- 3월 24일 - 대한민국의 배우 이나경.
- 3월 25일 - 오스트레일리아의 전 축구 선수 에이드리언 레이어.
- 3월 26일 - 베네수엘라의 축구 선수 마리오 론돈.
- 3월 27일
  - 독일의 축구 선수 마누엘 노이어.
  - 미국의 전 야구 선수 조니 모넬.
- 3월 28일
  - 미국의 가수 레이디 가가.
  - 대한민국의 배우 김윤서.
  - 대한민국의 축구 선수 곽광선.
  - 일본의 만화가 코미 나오시.
  - 대한민국의 필드하키 선수 김종희.
  - 대한민국의 희극인 박규선.
- 3월 29일 - 대한민국의 배우 유소영.
- 3월 30일
  - 대한민국의 야구 선수 김종민.
  - 대한민국의 배우 한정우.
  - 스페인의 축구 선수 세르히오 라모스.
  - 일본의 가수 베니.
- 3월 31일
  - 대한민국의 배우 안재홍.
  - 대한민국의 희극인 장홍제.

### 4월
- 4월 1일
  - 대한민국의 배우 오동민.
  - 미국의 배우 릴리 글래드스턴.
  - 미국의 싱어송라이터 힐러리 스콧.
  - 네덜란드의 스피드 스케이팅 선수 이레인 뷔스트.
- 4월 2일 - 네덜란드의 음악 프로듀서 리햅.
- 4월 3일
  - 미국의 배우 어맨다 바인스.
  - 대한민국의 희극인 최재원.
- 4월 4일
  - 대한민국의 가수 은혁 (슈퍼주니어).
  - 아일랜드의 축구 선수 에이든 맥기디.
  - 대한민국의 범죄자 이희진.
- 4월 5일 - 조선민주주의인민공화국의 피겨스케이팅 선수 리성철.
- 4월 6일
  - 대한민국의 가수 현석.
  - 일본의 음악가 CosMo.
- 4월 7일
  - 대한민국의 배우 전소민.
  - 대한민국의 배우 반세정.
  - 대한민국의 배우 신고은.
- 4월 8일
  - 일본의 배우 사와지리 에리카.
  - 대한민국의 성우 윤아영.
  - 러시아의 축구 선수 이고르 아킨페예프.
  - 베네수엘라의 야구 선수 펠릭스 에르난데스.
- 4월 9일 - 미국의 배우 레이턴 미스터.
- 4월 10일
  - 아르헨티나의 축구 선수 페르난도 가고.
  - 대한민국의 배우 민서현.
  - 대한민국의 배우 신현빈.
  - 벨기에의 축구 선수 뱅상 콩파니.
  - 대한민국의 배우 정은우.
- 4월 11일
  - 대한민국의 가수 서연.
  - 카메룬의 축구 선수 다니 눈쿠
- 4월 12일
  - 일본의 성우, 배우 야마모토 아야노.
  - 미국의 배우 맷 맥고리.
  - 스페인의 테니스 선수 마르셀 그라노예르스.
- 4월 13일
  - 대한민국의 가수 미성.
  - 미국의 야구 선수 로렌조 케인.
- 4월 14일 - 대한민국의 배구 선수 황동일.
- 4월 15일
  - 대한민국의 배우 강은비.
  - 대한민국의 방송인 오초희.
  - 대한민국의 아나운서 박창현.
  - 대한민국의 희극인 이진호.
  - 일본의 축구 선수 야마모토 고헤이.
  - 대한민국의 의사 정성욱.
- 4월 16일
  - 일본의 축구 선수 오카자키 신지.
  - 대한민국의 뮤지컬 배우 출신 현 쇼호스트 가수 박상우.
  - 대한민국의 유도 선수 최광현.
  - 대한민국의 축구 선수 장원석.
- 4월 17일
  - 일본의 성우 타케우치 에이지.
  - 대한민국의 축구 선수 이용래.
- 4월 18일 - 대한민국의 의원 이정현.
- 4월 19일 - 중국의 가수 조미 (슈퍼주니어-M)
- 4월 20일
  - 대한민국의 야구 선수 김선규.
  - 대한민국의 축구 선수 강선규.
- 4월 21일 - 대한민국의 축구 선수 고슬기.
- 4월 22일
  - 대한민국의 가수 사운드 힐즈.
  - 미국의 배우 앰버 허드.
- 4월 23일 - 네덜란드의 스피드 스케이팅 선수 스벤 크라머르.
- 4월 24일
  - 대한민국의 배우 이경태.
  - 대한민국의 크로스컨트리 선수 서보라미. (~2021년)
- 4월 25일
  - 대한민국의 레이싱 모델 신해림.
  - 잉글랜드의 배우 대니얼 샤먼.
- 4월 26일 - 그리스와 덴마크의 왕자 필리포스.
- 4월 27일
  - 대한민국의 레이싱 모델 김단아.
  - 대한민국의 가수 천단비.
  - 잉글랜드의 배우, 성우 제나 콜먼.
- 4월 28일 - 한국계 미국인 배우 제나 우슈코비츠.
- 4월 29일
  - 대한민국의 배우 변요한.
  - 대한민국의 배우 이채영.
- 4월 30일
  - 대한민국의 축구 선수 고차원.
  - 대한민국의 가수 남주희.
  - 미국의 배우 다이애나 에그론.
  - 벨라루스의 역도 선수 바짐 스트랄초우.

### 5월
- 5월 1일
  - 대한민국의 가수 이창민 (2AM, 옴므).
  - 에콰도르의 축구 선수 크리스티안 베니테스. (~2013년)
- 5월 2일
  - 대한민국의 피아니스트 손열음.
  - 그리비아의 아이돌, 배우 메구리.
- 5월 3일
  - 대한민국의 가수 헤르쯔 아날로그.
  - 프랑스의 배우 폼 클레멘티에프.
  - 대한민국의 배우 정재윤.
- 5월 4일
  - 대한민국의 배우 안재민.
  - 대한민국의 축구 선수 강우람.
- 5월 5일 - 대한민국의 가수 ZINNI. (글램).
- 5월 6일 - 대한민국의 배우 권혁수.
- 5월 7일 - 대한민국의 팝페라 가수 임형주.
- 5월 8일
  - 대한민국의 배우 김선호.
  - 일본의 성우 사토 사토미.
  - 대한민국의 야구 선수 이종환.
- 5월 9일 - 대한민국의 연극 배우 김찬혁.
- 5월 11일
  - 네덜란드의 프로게이머 마누엘 쉔카이젠.
  - 미국의 성우 티아 밸러드.
  - 프랑스의 축구 선수 아부 디아비.
  - 대한민국의 쇼트트랙 선수 고기현.
  - 스페인의 전 축구 선수 하비 마르케스.
  - 일본의 전 축구 선수 모리시타 슌.
- 5월 12일
  - 대한민국의 희극인 맹승지.
  - 대한민국의 양궁 선수 임동현.
  - 북아일랜드의 축구 선수 제이미 워드.
- 5월 13일
  - 영국의 배우 로버트 패틴슨.
  - 미국의 배우 리나 더넘.
  - 대한민국의 골프 선수 지은희.
- 5월 14일 - 대한민국의 축구 선수 강민수.
- 5월 15일
  - 대한민국의 전 축구 선수 김정훈.
  - 미국의 전 야구 선수 브랜든 반즈. (한화 이글스)
- 5월 16일
  - 미국의 배우 메건 폭스.
  - 일본의 아이돌 요코오 와타루.
  - 대한민국의 전직 축구 선수 이성민.
- 5월 17일
  - 웨일스의 배우 에린 리처즈.
  - 브라질의 방송인 카를로스 고리토.
  - 잉글랜드의 축구 선수 조디 테일러.
- 5월 18일 - 남아프리카 공화국의 전 테니스 선수 케빈 앤더슨.
- 5월 19일 - 대한민국의 희극인 정해철.
- 5월 20일 - 대한민국의 연극배우 권민주.
- 5월 21일
  - 대한민국의 태권도 선수 황경선.
  - 대한민국의 가수 김진호. (SG 워너비)
  - 대한민국의 가수 소진. (걸스데이)
  - 대한민국의 전 축구 선수 양정민.
  - 크로아티아의 축구 선수 마리오 만주키치. (아틀레티코 마드리드)
  - 잉글랜드의 배우 제시카 거닝.
- 5월 22일 - 대한민국의 치어리더 출신의 배우, 방송인 서민서.
- 5월 23일
  - 미국의 영화 감독 라이언 쿠글러.
  - 대한민국의 시인 박성준.
- 5월 24일 - 대한민국의 배우 백옥담.
- 5월 25일
  - 대한민국의 배우 김남희.
  - 일본의 영화배우 우에노 주리.
  - 잉글랜드의 싱어송라이터 네온 히치.
  - 미국의 야구 선수 코리 리오단.
- 5월 26일
  - 일본의 스피드 스케이팅 선수 고다이라 나오.
  - 미국의 배우 애슐리 벨.
- 5월 27일
  - 대한민국의 배우 임이지.
  - 덴마크의 축구 선수 라세 쇠네.
  - 대한민국의 배우 이유진.
- 5월 28일
  - 대한민국의 발레리나 이상은.
  - 대한민국의 야구 선수 이재율.
- 5월 29일
  - 대한민국의 배우 노민우.
  - 대한민국의 기상캐스터 오수진.
  - 대한민국의 야구 선수 양훈.
  - 대한민국의 만화가 SIU.
  - 대한민국의 래퍼 재이콥스.
  - 대한민국의 배우 함진성.
- 5월 31일 - 대한민국의 만화가 문택수.

### 6월
- 6월 1일
  - 대한민국의 야구 선수 유희관.
  - 대한민국의 가수 겸 배우 이장우.
- 6월 2일
  - 미국의 야구 선수 크리스 마틴.
  - 미국의 싱어송라이터 지지 워드.
- 6월 3일
  - 그리스의 축구 선수 파나요티스 글리코스.
  - 대한민국의 배우 우지현.
  - 대한민국의 희극인 최효종.
  - 스페인의 테니스 선수 라파엘 나달.
  - 크로아티아의 체조 선수 필리프 우데.
- 6월 4일
  - 대한민국의 가수, 배우 박유천 (JYJ).
  - 스페인의 배우 우나 채플린.
  - 대한민국의 레이싱 모델 윤주하.
- 6월 5일 - 대한민국의 성우 김하루.
- 6월 6일
  - 대한민국의 가수, 배우 김현중 (SS501).
  - 미국의 가수 레슬리 카터. (~2012년)
  - 뉴질랜드의 싱어송라이터 진 위그모어.
- 6월 7일
  - 대한민국의 배우 지소연.
  - 우즈베키스탄의 권투 선수 아보스 아토예프.
- 6월 8일
  - 대한민국의 뮤지컬 배우 이효림.
  - 대한민국의 가수 진달래.
- 6월 9일
  - 대한민국의 골프 선수 박성준.
  - 일본의 배우, 가수 SWAY.
- 6월 10일
  - 대한민국의 싱어송라이터, 작가 휴키이스.
  - 이탈리아의 전 축구 선수 마르코 안드레올리.
- 6월 11일
  - 미국의 배우 샤이아 러버프.
  - 대한민국의 래퍼 뉴챔프.
- 6월 12일 - 대한민국의 리포터 송진희.
- 6월 13일
  - 미국의 패션 디자이너, 배우 애슐리 올슨 & 메리케이트 올슨 자매.
  - 일본의 축구 선수 혼다 케이스케.
  - 프랑스의 전자 음악가 DJ 스네이크.
- 6월 14일 - 브라질의 배우 클레베르 톨레두.
- 6월 15일 - 미국의 배우 스토야.
- 6월 16일
  - 대한민국의 가수 하주연 (쥬얼리).
  - 대한민국의 성악가 이동신.
  - 대한민국의 아나운서 고새롬.
  - 우루과이의 축구 선수 페르난도 무슬레라.
  - 미국의 배우 캣 데닝스.
- 6월 17일
  - 대한민국의 야구 선수 유원상.
  - 캐나다의 프리스타일 스키 선수 마이크 리들.
- 6월 18일
  - 영국의 배우 리처드 매든.
  - 프랑스의 테니스 선수 리샤르 가스케.
- 6월 19일 - 아이슬란드의 축구 선수 라그나르 시귀르드손.
- 6월 20일
  - 대한민국의 축구 선수 김태현.
  - 이탈리아의 축구 선수 루카 치가리니.
- 6월 21일
  - 미국의 가수 라나 델 레이.
  - 일본의 배우 마츠모토 히로야.
  - 대한민국의 배우 이재원.
  - 코트디부아르의 축구 선수 셰이크 티오테. (2017년~)
- 6월 22일 - 대한민국의 모델 백하나.
- 6월 23일
  - 대한민국의 골프 선수 홍란.
  - 대한민국의 스턴트맨, 무술감독 김선웅.
  - 대한민국의 야구 선수 윤진호.
  - 이라크의 준군사 조직원 살완 모미카. (~2025년)
- 6월 24일 - 잉글랜드의 배우 앰버 로즈 리바.
- 6월 25일
  - 일본의 가수 마츠우라 아야.
  - 대한민국의 모델 유주현.
  - 대한민국의 전 쇼트트랙 선수 이호석.
- 6월 26일
  - 대한민국의 트로트가수 조정민.
  - 대한민국의 프로게이머 신정민.
  - 미국의 성우 브리트니 카바우스키.
  - 대한민국의 야구 선수 진해수.
  - 잉글랜드의 축구 선수 제이슨 펀천.
- 6월 27일
  - 대한민국의 야구 선수 배영섭.
  - 영국의 배우 샘 클라플린.
  - 미국의 가수, 배우, 희극인, 작가 드레이크 벨.
- 6월 28일 - 일본의 성우 미모리 스즈코.
- 6월 29일 - 스페인의 축구 선수 호세 마누엘 후라도.
- 6월 30일
  - 대한민국의 배우 홍수아.
  - 콜롬비아의 축구 선수 프레디 과린.
  - 일본의 작곡가 아사키.
  - 러시아의 영화배우 리나 이바노바.

### 7월
- 7월 1일 - 미국의 영화 배우 샤이아 러버프.
- 7월 2일
  - 대한민국의 가수 우정훈.
  - 미국의 가수, 배우 린제이 로한.
- 7월 3일
  - 대한민국의 축구 선수 김효기.
  - 대한민국의 가수 써니. (바버렛츠)
  - 스웨덴의 축구 선수 올라 토이보넨.
  - 일본의 펜싱 선수 나카노 노조미.
  - 프랑스의 체조 선수 토마 부엘.
- 7월 4일
  - 대한민국의 전 야구 선수 박성호.
  - 일본의 가수, 배우 마스다 타카히사.(NEWS)
  - 캐나다 출신 대한민국의 아이스하키 선수 맷 돌턴
- 7월 5일
  - 대한민국의 싱어송라이터, 음악 프로듀서 애덤 영.
  - 이탈리아의 축구 선수 피에르마리오 모로시니. (~2012년)
- 7월 6일 - 대한민국의 레이싱 모델, 방송인 이경선.
- 7월 7일 - 대한민국의 가수 루이.
- 7월 9일
  - 대한민국의 가수 종현.
  - 대한민국의 야구 선수 전현태.
  - 미국의 배우, 가수 킬리 윌리엄스.
- 7월 10일
  - 대한민국의 야구 선수 박병호.
  - 대한민국의 정치인 천하람.
- 7월 11일
  - 프랑스의 축구 선수 요안 구르퀴프.
  - 스페인의 축구 선수 라울 가르시아 에스쿠데로.
  - 일본의 전직 프로 야구 선수 도노 슌.
- 7월 12일 - 대한민국의 뮤지컬 배우, 드러머 최종선.
- 7월 13일
  - 대한민국의 가수 서유호.
  - 튀르키예의 권투 선수 야쿠프 클르치.
- 7월 14일 - 쿠바의 권투 선수 요르데니스 우가스.
- 7월 15일
  - 미국의 영화감독 아리 애스터.
  - 미국의 배우 야히아 압둘마틴 2세.
  - 대한민국의 가수 수란.
  - 대한민국의 가수, 뮤지컬배우 배두훈.
- 7월 16일
  - 대한민국의 가수 심규선.
  - 대한민국의 작곡가 SWAY.
  - 일본의 가수, 배우 우노 미사코.
- 7월 17일
  - 대한민국의 가수 다나 (천상지희 더 그레이스).
  - 대한민국의 축구 선수 송제헌.
  - 대한민국의 배우 정준교.
- 7월 18일
  - 대한민국의 아나운서 최희.
  - 대한민국의 기상캐스터 차현주.
  - 대한민국의 축구 선수 신형민.
- 7월 19일 - 대한민국의 배구 선수 이진희.
- 7월 20일 - 덴마크의 축구 선수 테레사 닐센.
- 7월 21일
  - 대한민국의 미스코리아 이경은.
  - 대한민국의 바둑 기사 배윤진.
  - 대한민국의 배우 한규원.
  - 대한민국의 가수 지아.
  - 대한민국의 바둑 기사 강창배.
- 7월 22일
  - 일본의 배우 스에나가 하루카.
  - 대한민국의 배우 유연지.
  - 대한민국의 바이올리니스트 한수진.
- 7월 23일
  - 일본의 성우 우치다 아야.
  - 대한민국의 야구 선수 전준호.
- 7월 24일 - 대한민국의 야구 선수 윤석민 (KIA 타이거즈).
- 7월 25일
  - 대한민국의 야구 선수 정의윤.
  - 대한민국의 축구 선수 김종수.
  - 대한민국의 축구 선수 김태윤.
  - 브라질의 축구 선수 헐크.
- 7월 26일 - 대한민국의 아나운서 김지현.
- 7월 27일 - 대한민국의 가수 스테이.
- 7월 28일 - 미국의 야구 선수 다린 러프.
- 7월 29일
  - 대한민국의 쇼트트랙 선수 조해리.
  - 대한민국의 아나운서, 앵커 윤보리.
- 7월 30일
  - 대한민국의 가수 안신애.
  - 대한민국의 뮤지컬 배우 김영진.
- 7월 31일 - 대한민국의 가수 구윤회.

### 8월
- 8월 2일
  - 대한민국의 배우 강서준.
  - 일본의 성우 오사카 료타.
  - 일본의 축구 선수 다카하기 요지로.
- 8월 3일 - 대한민국의 전 축구 선수 이상협.
- 8월 4일
  - 대한민국의 가수 김은영.
  - 대한민국의 역도 선수 윤진희.
- 8월 5일 - 대한민국의 권투 선수 이주혁.
- 8월 6일
  - 대한민국의 마술사 최현우.
  - 중화인민공화국의 유도 선수 위쑹.
- 8월 7일 - 대한민국의 축구 선수 김근배.
- 8월 8일 - 대한민국의 배구 선수 이기범.
- 8월 9일 - 대한민국의 배우 최수진.
- 8월 10일 - 대한민국의 의사 이종민.
- 8월 11일
  - 일본의 성우 후쿠하라 카오리.
  - 이탈리아의 배우 테아 팔코.
- 8월 12일
  - 대한민국의 래퍼 베이식.
  - 대한민국의 축구 선수 김근환.
  - 대한민국의 범죄자 김홍일.
  - 대만의 배우 류이하오.
- 8월 13일
  - 일본의 배우 후루하라 야스히사.
  - 미국의 종합격투기 선수 디미트리어스 존슨.
  - 대한민국의 배구 선수 황연주.
  - 대한민국의 바둑 기사 백홍석.
- 8월 14일
  - 대한민국의 정치인 김용만.
  - 대한민국의 가수 병옥. (니즈)
- 8월 15일
  - 대한민국의 레이싱 모델 정세온.
  - 대한민국의 배우 황선희.
  - 대한민국의 전 야구 선수 이호성.
- 8월 16일
  - 일본의 야구 선수 다르빗슈 유.
  - 대한민국의 야구 선수 김현중.
- 8월 17일
  - 스웨덴의 축구 선수 마르쿠스 베리.
  - 미국의 농구 선수 루디 게이.
- 8월 18일
  - 대한민국의 배우 권수현.
  - 대한민국의 희극인, 방송인 박슬기.
  - 대한민국의 가수 한봄.
  - 대한민국의 레이싱 모델 조하나.
  - 대한민국의 희극인 최수락.
- 8월 19일
  - 대한민국의 배드민턴 선수 유연성.
  - 대한민국의 정치인 이현.
  - 미국의 가수 크리스티나 페리.
- 8월 20일
  - 대한민국의 모델 김성희.
  - 대한민국의 전(前) 태권도 선수 임수정.
- 8월 21일 - 자메이카의 육상 선수 우사인 볼트.
- 8월 22일
  - 일본의 배우 키타가와 케이코.
  - 일본의 라이트 노벨 작가  사가라 소.
  - 대한민국의 종합격투기 선수 권아솔.
  - 대한민국의 배우 배유람.
  - 대한민국의 배우 민진웅.
- 8월 23일 - 대한민국의 전 야구 선수 김지수.
- 8월 24일 - 미국의 야구 선수 닉 아덴하트.
- 8월 25일
  - 대한민국의 미스코리아 출신 방송인 이겨레.
  - 대한민국의 영화감독 강의석.
  - 대한민국의 배우 노수산나.
- 8월 26일
  - 미국의 힙합 가수 빅 K.R.I.T..
  - 대한민국의 가수 모아.
- 8월 27일
  - 대한민국의 가수 김필.
  - 오스트리아의 정치인 제바스티안 쿠르츠.
  - 미국의 가수 마리오.
- 8월 28일
  - 영국의 싱어송라이터 플로렌스 웰츠 (플로렌스 앤 더 머신).
  - 대한민국의 축구 선수 전준형.
  - 미국의 배우 아미 해머.
- 8월 29일
  - 일본의 만화가 이사야마 하지메.
  - 대한민국의 가수 봉구.
  - 미국의 배우, 가수 리아 미셸.
- 8월 30일 - 미국의 전 기타리스트 겸 작사가 라이언 로스.
- 8월 31일
  - 대한민국의 배우 서재규.
  - 대한민국의 배우 지유.
  - 미국의 배우 라이언 켈리.

### 9월
- 9월 1일
  - 중국의 배우 장수잉.
  - 대한민국의 뮤지컬 배우 백은혜.
  - 프랑스의 프로 테니스 선수 가엘 몽피스.
- 9월 2일
  - 일본의 가수 이마이치 류지.
  - 대한민국의 前 배우 이태임.
  - 대한민국의 바둑 기사 김혜민.
- 9월 3일
  - 미국의 스노보더 선수 숀 화이트.
  - 자메이카의 가수 오미.
  - 대한민국의 희극인 김민.
- 9월 4일
  - 대한민국의 아코디언 연주가 이지혜.
  - 대한민국의 희극인 류근일.
  - 대한미국의 래퍼 Boi B.
- 9월 5일 - 카메룬 태생의 종합 격투기 선수 프랑시스 응가누.
- 9월 6일
  - 대한민국의 가수 동하.
  - 대한민국의 희극인 한윤서.
  - 우즈베키스탄의 테니스 선수 데니스 이스토민.
- 9월 7일
  - 대한민국의 바둑 기사 박진솔.
  - 루마니아의 축구 선수 드라고스 그리고레.
- 9월 8일
  - 포르투갈의 축구 선수 조앙 모티뉴.
  - 대한민국의 바둑 기사 송태곤.
  - 대한민국의 전 축구 선수 박선우.
- 9월 9일
  - 대한민국의 배우 선율우.
  - 브라질의 좋합격투기 선수 조제 아우두.
  - 대한민국의 성악가 김주택.
  - 북한의 축구 선수 리명국.
  - 미국의 야구 선수 마이클 보우덴.
- 9월 10일 - 일본의 가수, 배우 우치 히로키.
- 9월 11일
  - 일본의 배우 나카무라 치세.
  - 대한민국의 아나운서 유한솔.
  - 일본의 피겨스케이팅 선수 호즈미 마사코.
  - 대한민국의 가수 김시원.
  - 일본의 축구 선수 노가이토 슌.
- 9월 12일
  - 미국의 배우 에미 로섬.
  - 일본의 축구 선수 나가토모 유토.
  - 대한민국의 배우 백승희.
  - 일본의 가수 쿠도 마유.
  - 중화인민공화국의 배우 양미.
- 9월 13일
  - 대한민국의 아나운서 이슬기.
  - 대한민국의 배우 김민좌.
- 9월 14일
  - 일본의 가수 다카하시 아이 (모닝구무스메).
  - 대한민국의 배구 선수 문성민.
  - 대한민국의 가수 보니.
- 9월 15일
  - 대한민국의 아나운서 조정식.
  - 일본의 가수 VALSHE.
- 9월 16일
  - 대한민국의 배우 박지홍.
  - 대한민국의 아나운서 차예린.
  - 대한민국의 야구 선수 여건욱.
  - 대한민국의 희극인 현정.
  - 대한민국의 스타크래프트 프로게이머 박경수.
- 9월 17일
  - 일본의 성우 마츠오카 요시츠구.
  - 스코틀랜트의 싱어송라이터, 음반 프로듀서 소피.
- 9월 18일
  - 대한민국의 배우 한그림.
  - 잉글랜드의 배우, 가수, 모델 킬리 하젤.
  - 프랑스의 육상 선수 르노 라빌레니.
- 9월 19일 - 대한민국의 가수 홍채린.
- 9월 20일 - 대한민국의 배우 임도윤.
- 9월 21일
  - 미국의 바이롤리니스트, 작곡가 린지 스털링.
  - 대한민국의 정치인 김호진.
- 9월 22일
  - 일본의 성우 야하기 사유리.
  - 대한민국의 야구 선수 박현준.
- 9월 23일
  - 대한민국의 펜싱 선수 신아람.
  - 미국의 배우, 모델 라이언 마우러.
- 9월 24일
  - 일본의 가수 리아 디존.
  - 대한민국의 아나운서 유지은.
  - 대한민국의 디스크자키 DJ 웨건.
  - 대한민국의 축구 선수 이슬기.
  - 대한민국의 가수 겸 국악인 이미리.
- 9월 25일
  - 대한민국의 배우 최윤영.
  - 대한민국의 전직 스타크래프트 프로게이머 한동욱.
  - 대한민국의 배우 류준열.
  - 대한민국의 미술작가 김태은.
- 9월 26일
  - 대한민국의 방송 기자 김빛이라.
  - 대한민국의 배우 윤시윤.
  - 캐나다의 배우 애슐리 레갯.
  - 대한민국의 배우 서윤아.
- 9월 27일
  - 대한민국의 가수, 배우 배슬기.
  - 대한민국의 가수 박민규.
- 9월 28일 - 미국의 음악가, 작곡가, 프로듀서 다니엘 플라츠맨.
- 9월 29일 - 대한민국의 가수, 기타리스트 배우리.
- 9월 30일
  - 일본의 가수, 배우 니시지마 타카히로 (AAA).
  - 프랑스의 축구 선수 올리비에 지루.
  - 한국계 미국인 배우 이기홍.
  - 콜롬비아의 축구 선수 크리스티안 사파타.
  - 일본의 성우 사카이 코다이.

### 10월
- 10월 1일
  - 대한민국의 전 아나운서 조영빈.
  - 일본의 성우 칸다 사야카.
- 10월 2일
  - 대한민국의 바둑 기사 온소진.
  - 미국의 배우 커밀라 벨.
  - 레알 마드리드의 콜키퍼 키코 카시야.
- 10월 3일 - 일본의 성우 혼다 마리코.
- 10월 4일
  - 대한민국의 배구 선수 신영석 (서울 우리캐피탈 드림식스)
  - 대한민국의 배우 변주은.
  - 멕시코의 가수 유리디아.
- 10월 5일 - 카자흐스탄의 펜싱 선수 엘미르 알림자노프.
- 10월 6일
  - 대한민국의 배우 유아인.
  - 대한민국의 배우 박주용.
  - 프랑스의 프리스타일 스키 선수 마리옹 조스랑.
- 10월 7일
  - 대한민국의 레이싱 모델 김현진.
  - 일본의 성우, 가수 MAKO.
- 10월 8일 - 대한민국의 축구 선수 조아라.
- 10월 9일 - 대한민국의 건설던트 정지민.
- 10월 10일
  - 대한민국의 가수 정키.
  - 대한민국의 아나운서 윤지연.
- 10월 11일 - 대한민국의 가수 베이지.
- 10월 12일
  - 대한민국의 아나운서, 전(前) 미스코리아 이진.
  - 그리스의 축구 선수 이오아니스 마니아티스.
  - 우루과이의 축구 선수 크리스티안 스투아니.
  - 중국의 의사 리원량.
- 10월 13일
  - 대한민국의 전 야구 선수 오정복.
  - 쿠바의 권투 선수 카를로스 반토.
- 10월 14일
  - 대한민국의 래퍼 스윙스.
  - 사우디아라비아의 축구 선수 무한나드 아시리.
- 10월 15일
  - 대한민국의 가수 동해 (슈퍼주니어).
  - 대한민국의 배우 이우민 (본명: 이준석).
  - 대한민국의 작곡가 겸 음악프로듀서 MIQA.
  - 대한민국의 희극인 정윤호.
  - 스페인의 축구 선수 놀리토.
- 10월 16일
  - 대한민국의 성우 안효민.
  - 아르헨티나의 축구 선수 프랑코 아르마니.
  - 모로코의 축구 선수 푸아드 샤피크.
  - 일본의 모델, 배우 이와나기 데쓰야.
  - 루마니아의 가수 이나.
  - 방글라데시의 배우, 감독, 프로듀서 소하나 사바.
- 10월 17일
  - 대한민국의 기상 캐스터 임현진.
  - 대한민국의 가수 산체스.
  - 대한민국의 배우 노유주.
  - 대한민국의 사이클 선수 이원재.
- 10월 18일
  - 대한민국의 레이싱모델, 가수 김하율.
  - 대한민국의 전직 스타크래프트 프로게이머 오영종.
- 10월 19일 - 대한민국의 전 야구 선수 김민겸.
- 10월 20일 - 대한민국의 아나운서 백승열.
- 10월 21일
  - 대한민국의 야구 선수 이원석.
  - 대한민국의 아나운서 강다솜.
  - 미국의 러시아계 테러리스트 타메를란 차르나예프. (~2013년)
- 10월 22일
  - 일본의 배우 에비사와 겐지.
  - 미국의 배우 카일 갤너.
- 10월 23일
  - 영국의 배우 에밀리아 클라크.
  - 슬로바키아계 카나다인 안드레이 카르파티.
- 10월 24일
  - 대한민국의 배우 김새벽.
  - 일본의 성우 오카모토 노부히코.
  - 캐나다의 힙합 가수 드레이크.
  - 헝가리의 축구 선수 뵈데 다니엘.
- 10월 25일 - 대한민국의 배우 안소진.
- 10월 26일
  - 대한민국의 전직 스타크래프트, 프로게이머 이학주.
  - 대한민국의 피아노 연주자 임현정.
  - 미국의 래퍼 스쿨보이 큐.
  - 영국의 배우 에밀리아 클라크.
- 10월 27일
  - 대한민국의 희극인 고효심.
  - 대한민국의 해커 김우현.
  - 이스라엘의 배우 인바르 라비.
  - 미국의 배우 크리스틴 에반젤리스타.
- 10월 28일
  - 대한민국의 축구 선수 김진.
  - 일본의 성우 토요사키 아키.
- 10월 29일
  - 대한민국의 야구 선수 오재일.
  - 일본의 만화가 ONE.
  - 대한민국의 뮤지컬 배우 최연우.
- 10월 30일
  - 대한민국의 가수 김연지 (씨야).
  - 대한민국의 세팍타크로 선수 심재철.
- 10월 31일 - 대한민국의 작곡가, 가수 돌카스.

### 11월
- 11월 1일
  - 대한민국의 희극인 곽범.
  - 대한민국의 정치인 김은주.
- 11월 2일
  - 대한민국의 가수 김성빈.
  - 대한민국의 배우 김주환.
- 11월 3일
  - 대한민국의 가수, 뮤지컬 배우 허영생. (SS501)
  - 대한민국의 배우 홍이주.
  - 대한민국의 성우 민승우.
- 11월 4일
  - 캐나다의 가수 앨릭스 존슨.
  - 대한민국의 배우 엄현경.
- 11월 5일
  - 대한민국의 가수 보아.
  - 덴마크의 축구 선수 카스페르 슈마이켈.
  - 대한민국의 배우 윤금선아.
- 11월 6일 - 조선민주주의인민공화국의 유도 선수 원옥임.
- 11월 7일
  - 대한민국의 야구 선수 금민철. (키움 히어로즈)
  - 미국의 가수 토로 이 모아.
- 11월 9일 - 쿠바의 육상 선수 다이론 로블레스.
- 11월 10일
  - 대한민국의 배우 강길우.
  - 미국의 야구 선수 에릭 테임즈.
  - 대한민국의 작곡가 Warak.
- 11월 11일
  - 대한민국 의 아나운서 황진하.
  - 미국의 재즈 가수 존 배티스트.
  - 미국의 배우 데이바인 조이 랜돌프.
  - 일본의 성우 사카이 카나.
- 11월 12일 - 이탈리아의 축구 선수 이냐치오 아바테.
- 11월 13일
  - 대한민국의 배우 문채원.
  - 대한민국의 배우 한민채.
  - 미국의 야구 선수 조쉬 벨.
  - 일본의 성우 사이토 유카.
  - 헝가리의 펜싱 선수 게메시 처나드.
- 11월 14일
  - 대한민국의 배우 이찬희.
  - 미국의 배우 코리 마이클 스미스.
  - 말레이시아의 가수 유나.
- 11월 15일
  - 네덜란드의 축구 선수 아눅 데커르.
  - 토바고의 배우 윈스턴 듀크.
- 11월 16일
  - 대한민국의 야구 선수 허유강.
  - 대한민국의 가수, 싱어송라이터 나비드.
  - 일본의 배우 사에코.
  - 일본의 축구 선수 에다무라 다쿠마.
- 11월 17일
  - 대한민국의 가수 성제. (슈퍼노바)
  - 포르투갈의 축구 선수 나니.
- 11월 18일
  - 대한민국의 야구 선수 홍성용.
  - 대한민국의 뮤지컬 배우 유대성.
- 11월 19일 - 캐나다의 야구 선수 마이클 샌더스.
- 11월 20일 - 대한민국의 프로게이머 이병민.
- 11월 21일 - 대한민국의 농구 선수 김한별.
- 11월 22일 - 대한민국의 야구 선수 김정남.
- 11월 23일 - 대한민국의 프로게이머 곽웅섭.
- 11월 24일
  - 대한민국의 배우 정은채.
  - 대한민국의 희극인 송준석.
- 11월 25일 - 대한민국의 가수 겸 뮤지컬 배우 강다영.
- 11월 26일
  - 대한민국의 레이싱 모델 윤미진.
  - 일본의 성우 이토 카나에.
- 11월 27일 - 스페인의 축구 선수 사비 토레스.
- 11월 28일
  - 대한민국의 가수 김은정 (쥬얼리).
  - 대한민국의 모델 주우재.
  - 미국의 배우 조니 시먼스.
- 11월 29일
  - 대한민국의 래퍼 박시현 (스피카).
  - 대한민국의 야구 선수 전유수.
- 11월 30일
  - 대한민국의 배우 이소윤.
  - 헝가리의 가수 보기.

### 12월
- 12월 1일 - 대한민국의 모델 김라희.
- 12월 2일
  - 대한민국의 배우 송하윤.
  - 대한민국의 가수 김지혜.
- 12월 3일 - 대한민국의 보컬트레이너 장한별.
- 12월 4일 - 대한민국의 가수 안지.
- 12월 5일
  - 대한민국의 앵커 박은실.
  - 대한민국의 미술가 정재원.
- 12월 7일
  - 대한민국의 역도 선수 임정화.
  - 대한민국의 배우 신민수.
- 12월 8일
  - 대한민국의 희극인 양세찬.
  - 대한민국의 가수 그레이.
- 12월 9일
  - 대한민국의 희극인 정범균.
  - 대한민국의 축구 선수 김준.
  - 대한민국의 아나운서 김주영.
- 12월 10일
  - 일본의 성우 닛타 에미.
  - 대한민국의 유튜버 도티.
  - 대한민국의 기상캐스터 유다현.
  - 대한민국의 래퍼 행주.
- 12월 11일
  - 대한민국의 성우 김새해.
  - 대한민국의 가수 윤다혜.
  - 일본의 가수 스에요시 슈타.
- 12월 12일 - 대한민국의 가수 큐리. (티아라)
- 12월 13일
  - 스웨덴의 축구 선수 미카엘 루스티그.
  - 일본의 성우 이가라시 히로미.
  - 대한민국의 뮤지컬 배우 김유영.
- 12월 14일
  - 대한민국의 배우 윤은채.
  - 대한민국의 프로게이머 장재호.
  - 튀르키예의 권투 선수 아타귄 얄층카야.
- 12월 15일
  - 대한민국의 작사가 서지음.
  - 대한민국의 가수 김무영.
  - 대한민국의 가수 김준수.
  - 대한민국의 배우 나현주.
  - 코스타라카의 축구 선수 케일러 나바스.
  - 대한민국의 축구 선수 김성환.
- 12월 16일
  - 대한민국의 레이싱 모델 강유이.
  - 일본의 배우 에모토 타스쿠.
  - 일본의 프로듀서 DECO*27.
- 12월 17일
  - 미국의 배우 에마 벨.
  - 대한민국의 축구 선수 이창훈.
- 12월 18일
  - 캐나다의 쇼트트랙 선수 프랑수아 아믈랭.
  - 대한민국의 전직 스타크래프트 프로게이머 박성준.
  - 인도의 배우 리차 차다.
- 12월 19일
  - 대한민국의 배우 이설아.
  - 그리스의 축구 선수 라자로스 흐리스토둘로풀로스.
  - 네덜란드의 축구 선수 라이안 바벌.
- 12월 21일 - 대한민국의 가수 성희.
- 12월 23일
  - 대한민국의 배우, 레이싱 모델 오시은.
  - 대한민국의 아나운서 이진희.
  - 잉글랜드의 전 축구 선수 대니얼 존스.
- 12월 24일
  - 일본의 배우 이시하라 사토미.
  - 대한민국의 배우 나철. (~ 2023년)
  - 대한민국의 배우 최희서.
  - 대한민국의 축구 선수 이용.
  - 대한민국의 배우 조현철.
- 12월 25일
  - 대한민국의 성우 이기성.
  - 대한민국의 희극인 정재형.
  - 대한민국의 정치인 김수민.
  - 일본의 성우 스자키 아야.
  - 대한민국의 축구 선수 최현수.
  - 대한민국의 축구 선수 박은선.
- 12월 26일
  - 대한민국의 트로트 가수 송가인.
  - 대한민국의 축구 선수 차기석. (~2021년)
  - 프랑스의 축구 선수 위고 요리스.
  - 영국의 배우 킷 해링턴.
- 12월 27일 - 대한민국의 배우 이승현.
- 12월 28일
  - 대한민국의 배우 최웅.
  - 대한민국의 양궁 선수 김유미.
  - 일본의 축구 선수 다카하시 료타.
- 12월 29일 - 미국의 배우, 모델 앨리 마키.
- 12월 30일 - 영국의 가수 엘리 골딩.
- 12월 31일
  - 대한민국의 희극인 이용주.
  - 대한민국의 가수 미나.

### 미상
- 대한민국의 가수 강다은.
- 대한민국의 가수 경선.
- 대한민국의 그림책 작가 김상근.
- 대한민국의 프리랜서 방송인 김유미.
- 대한민국의 배우 송호수.
- 대한민국의 모델 오지혜. (~2004년)
- 대한민국의 배우 강한샘.
- 대한민국의 소설가 리얼겨니.
- 대한민국의 배우 박근영.
- 대한민국의 모델 이민정.
- 대한민국의 배구 선수 이승현.
- 대한민국의 발레 무용수 이승현.
- 대한민국의 역도 선수 이종훈.
- 대한민국의 윈드서핑 선수 이태훈.
- 대한민국의 뮤지컬 배우 정재헌.
- 대한민국의 가수 조예진. (루싸이트 토끼)
- 대한민국의 축구 선수 최재현.
- 대한민국의 전 아나운서 장민정.
- 대한민국의 저자와 작가 김광희. (~2016년)
- 대한민국의 배우 김용.
- 대한민국의 가수 제이드.
- 미국의 미식축구 선수 숀 리.

## 사망

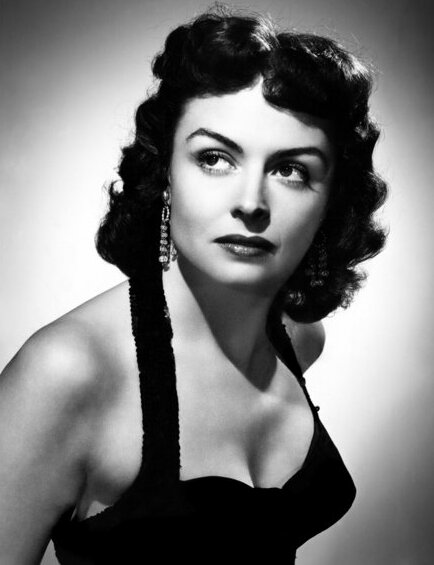
도나 리드

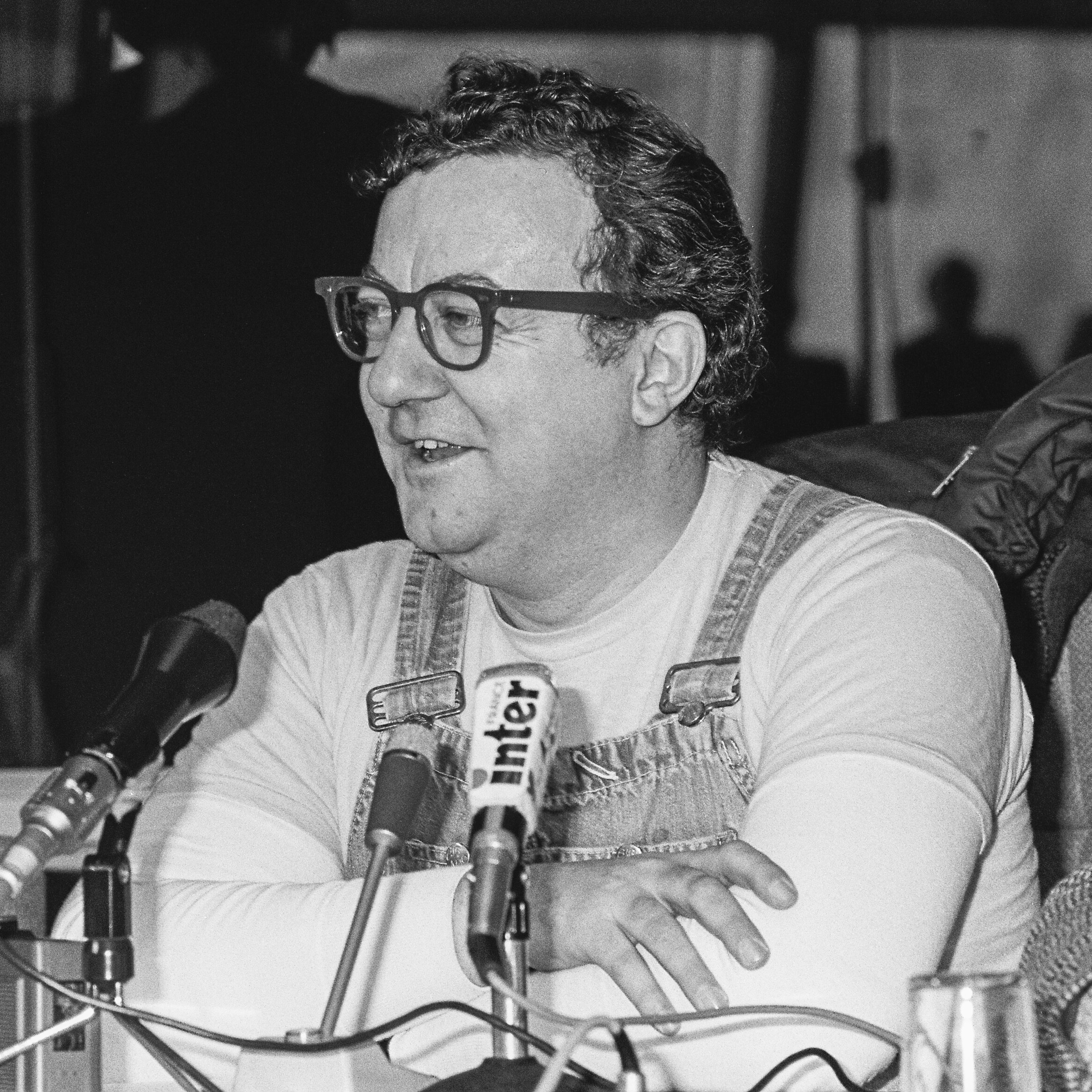
콜루슈

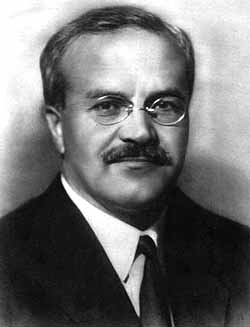
뱌체슬라프 몰로토프

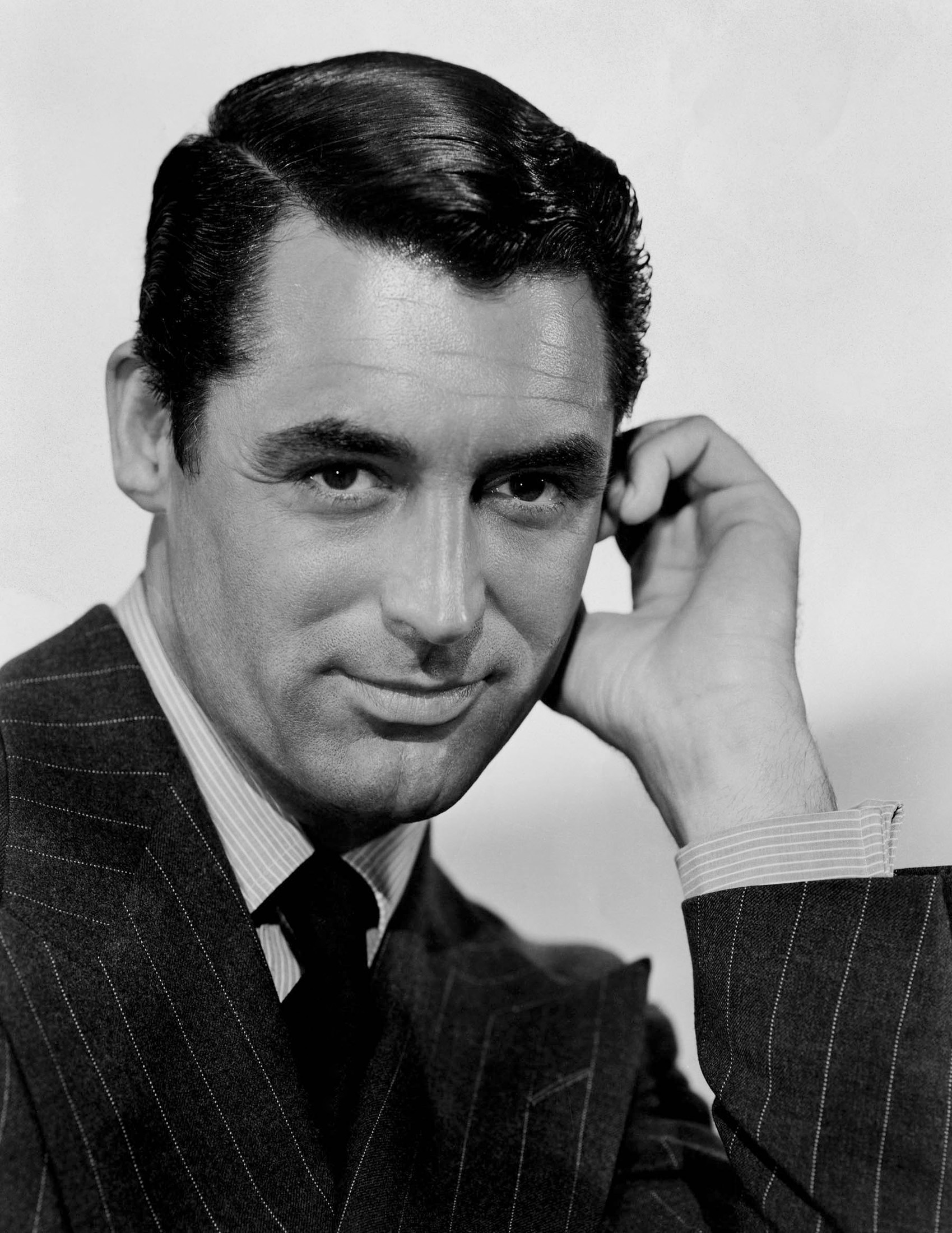
케리 그랜트

- 1월 10일 - 체코의 소설가 야로슬라프 사이페르트. (1901년~)
- 1월 14일 - 미국의 배우 도나 리드. (1921년~)
- 1월 28일 - 미국의 물리학자 겸 우주비행사 로널드 맥네어. (1950년~)
- 2월 11일 - 미국의 작가 프랭크 허버트. (1920년~)
- 2월 24일 - 캐나다의 정치인 토미 더글러스. (1904년~)
- 2월 28일 - 스웨덴의 총리 올로프 팔메. (1927년~)
- 4월 8일 - 일본의 가수 오카다 유키코. (1967년~)
- 4월 22일 - 루마니아의 작가, 비교종교학자 미르체아 엘리아데. (1907년~)
- 4월 28일 - 대한제국 말기의 문신 김문희. (1886년~)
- 5월 27일 - 대한민국의 범죄자 이동식. (1940년~)
- 6월 14일
  - 아르헨티나의 작가 호르헤 루이스 보르헤스. (1899년~)
  - 대한민국의 건축가 김수근. (1931년~)
- 6월 19일 -  프랑스의 배우, 희극인 콜루슈(Coluche) (1944년~)
- 6월 29일 - 대한민국의 성우 이창환. (1933년~)
- 6월 30일 - 헝가리의 추기경 레커이 라슬로. (1910년~)
- 8월 15일 -  대한민국의 야구 선수 김영신. (1961년~)
- 9월 1일 - 미국의 배우 머리 해밀턴. (1923년~)
- 10월 1일 - 대한민국의 배우 겸 가수 박길라. (1964년~)
- 10월 12일 - 대한민국의 아동문학가 목일신. (1913년~)
- 11월 1일 - 대한민국의 희극인 서영춘. (1928년~)
- 11월 8일 - 구 소련의 정치인, 외교가 뱌체슬라프 몰로토프. (1890년~)
- 11월 23일 - 일본의 영화 감독 마스무라 야스조. (1924년~)
- 11월 29일 - 미국의 배우 케리 그랜트. (1904년~)
- 12월 5일 - 영국의 외교관 에드워드 유드 (1924년~)
- 12월 29일
  - 영국의 총리, 정치인 해럴드 맥밀런. (1894년~)
  - 러시아의 영화감독 안드레이 타르콥스키. (1932년~)
  - 보츠와나의 작가 베시 헤드. (1937년~)

## 노벨상
- 경제학상: 제임스 맥길 뷰캐넌
- 문학상: 월레 소잉카
- 물리학상: 에른스트 루스카, 게르트 비니히,하인리히 로러
- 생리학 및 의학상: 스탠리 코언,리타 레비몬탈치니
- 평화상: 엘리 비셀
- 화학상: 더들리 R. 허슈바흐,리위안저,존 C. 폴러니

## 달력
| 1월 |    |    |    |    |    |    |
| 일  | 월 | 화 | 수 | 목 | 금 | 토 |
|     |    |    | 1  | 2  | 3  | 4  |
| 5   | 6  | 7  | 8  | 9  | 10 | 11 |
| 12  | 13 | 14 | 15 | 16 | 17 | 18 |
| 19  | 20 | 21 | 22 | 23 | 24 | 25 |
| 26  | 27 | 28 | 29 | 30 | 31 |    |

| 2월 |    |    |    |    |    |    |
| 일  | 월 | 화 | 수 | 목 | 금 | 토 |
|     |    |    |    |    |    | 1  |
| 2   | 3  | 4  | 5  | 6  | 7  | 8  |
| 9   | 10 | 11 | 12 | 13 | 14 | 15 |
| 16  | 17 | 18 | 19 | 20 | 21 | 22 |
| 23  | 24 | 25 | 26 | 27 | 28 |    |

| 3월 |    |    |    |    |    |    |
| 일  | 월 | 화 | 수 | 목 | 금 | 토 |
|     |    |    |    |    |    | 1  |
| 2   | 3  | 4  | 5  | 6  | 7  | 8  |
| 9   | 10 | 11 | 12 | 13 | 14 | 15 |
| 16  | 17 | 18 | 19 | 20 | 21 | 22 |
| 23  | 24 | 25 | 26 | 27 | 28 | 29 |
| 30  | 31 |    |    |    |    |    |

| 4월 |    |    |    |    |    |    |
| 일  | 월 | 화 | 수 | 목 | 금 | 토 |
|     |    | 1  | 2  | 3  | 4  | 5  |
| 6   | 7  | 8  | 9  | 10 | 11 | 12 |
| 13  | 14 | 15 | 16 | 17 | 18 | 19 |
| 20  | 21 | 22 | 23 | 24 | 25 | 26 |
| 27  | 28 | 29 | 30 |    |    |    |

| 5월 |    |    |    |    |    |    |
| 일  | 월 | 화 | 수 | 목 | 금 | 토 |
|     |    |    |    | 1  | 2  | 3  |
| 4   | 5  | 6  | 7  | 8  | 9  | 10 |
| 11  | 12 | 13 | 14 | 15 | 16 | 17 |
| 18  | 19 | 20 | 21 | 22 | 23 | 24 |
| 25  | 26 | 27 | 28 | 29 | 30 | 31 |

| 6월 |    |    |    |    |    |    |
| 일  | 월 | 화 | 수 | 목 | 금 | 토 |
| 1   | 2  | 3  | 4  | 5  | 6  | 7  |
| 8   | 9  | 10 | 11 | 12 | 13 | 14 |
| 15  | 16 | 17 | 18 | 19 | 20 | 21 |
| 22  | 23 | 24 | 25 | 26 | 27 | 28 |
| 29  | 30 |    |    |    |    |    |

| 7월 |    |    |    |    |    |    |
| 일  | 월 | 화 | 수 | 목 | 금 | 토 |
|     |    | 1  | 2  | 3  | 4  | 5  |
| 6   | 7  | 8  | 9  | 10 | 11 | 12 |
| 13  | 14 | 15 | 16 | 17 | 18 | 19 |
| 20  | 21 | 22 | 23 | 24 | 25 | 26 |
| 27  | 28 | 29 | 30 | 31 |    |    |

| 8월 |    |    |    |    |    |    |
| 일  | 월 | 화 | 수 | 목 | 금 | 토 |
|     |    |    |    |    | 1  | 2  |
| 3   | 4  | 5  | 6  | 7  | 8  | 9  |
| 10  | 11 | 12 | 13 | 14 | 15 | 16 |
| 17  | 18 | 19 | 20 | 21 | 22 | 23 |
| 24  | 25 | 26 | 27 | 28 | 29 | 30 |
| 31  |    |    |    |    |    |    |

| 9월 |    |    |    |    |    |    |
| 일  | 월 | 화 | 수 | 목 | 금 | 토 |
|     | 1  | 2  | 3  | 4  | 5  | 6  |
| 7   | 8  | 9  | 10 | 11 | 12 | 13 |
| 14  | 15 | 16 | 17 | 18 | 19 | 20 |
| 21  | 22 | 23 | 24 | 25 | 26 | 27 |
| 28  | 29 | 30 |    |    |    |    |

| 10월 |    |    |    |    |    |    |
| 일   | 월 | 화 | 수 | 목 | 금 | 토 |
|      |    |    | 1  | 2  | 3  | 4  |
| 5    | 6  | 7  | 8  | 9  | 10 | 11 |
| 12   | 13 | 14 | 15 | 16 | 17 | 18 |
| 19   | 20 | 21 | 22 | 23 | 24 | 25 |
| 26   | 27 | 28 | 29 | 30 | 31 |    |

| 11월 |    |    |    |    |    |    |
| 일   | 월 | 화 | 수 | 목 | 금 | 토 |
|      |    |    |    |    |    | 1  |
| 2    | 3  | 4  | 5  | 6  | 7  | 8  |
| 9    | 10 | 11 | 12 | 13 | 14 | 15 |
| 16   | 17 | 18 | 19 | 20 | 21 | 22 |
| 23   | 24 | 25 | 26 | 27 | 28 | 29 |
| 30   |    |    |    |    |    |    |

| 12월 |    |    |    |    |    |    |
| 일   | 월 | 화 | 수 | 목 | 금 | 토 |
|      | 1  | 2  | 3  | 4  | 5  | 6  |
| 7    | 8  | 9  | 10 | 11 | 12 | 13 |
| 14   | 15 | 16 | 17 | 18 | 19 | 20 |
| 21   | 22 | 23 | 24 | 25 | 26 | 27 |
| 28   | 29 | 30 | 31 |    |    |    |

### 음양력 대조 일람
| 음력월 | 월건 | 대소 | 음력 1일의 양력 월일 | 음력 1일 간지 |
| ------ | ---- | ---- | -------------------- | ------------- |
| 1월    | 경인 | 소   | 2월 9일              | 갑신          |
| 2월    | 신묘 | 대   | 3월 10일             | 계축          |
| 3월    | 임진 | 대   | 4월 9일              | 계미          |
| 4월    | 계사 | 소   | 5월 9일              | 계축          |
| 5월    | 갑오 | 대   | 6월 7일              | 임오          |
| 6월    | 을미 | 대   | 7월 7일              | 임자          |
| 7월    | 병신 | 소   | 8월 6일              | 임오          |
| 8월    | 정유 | 대   | 9월 4일              | 신해          |
| 9월    | 무술 | 소   | 10월 4일             | 신사          |
| 10월   | 기해 | 대   | 11월 2일             | 경술          |
| 11월   | 경자 | 소   | 12월 2일             | 경진          |
| 12월   | 신축 | 소   | 12월 31일            | 기유          |